# Assiomi di Peano
Gli assiomi di Peano sono un gruppo di assiomi ideati dal matematico Giuseppe Peano al fine di definire assiomaticamente l'insieme dei numeri naturali. Un modo informale di descrivere gli assiomi può essere il seguente:
1. Esiste un numero naturale, 0
2. Ogni numero naturale ha un numero naturale successore
3. Numeri diversi hanno successori diversi
4. 0 non è il successore di alcun numero naturale
5. Ogni sottoinsieme di numeri naturali che contenga lo zero e il successore di ogni proprio elemento coincide con l'intero insieme dei numeri naturali (assioma dell'induzione)

Si prende 0 o 1 a seconda del modello dei numeri naturali voluto. Oltre a questi assiomi, Peano sottintende anche gli assiomi logici che gli permettono di operare con la logica simbolica.

## Significato matematico degli assiomi
In termini più precisi possiamo dire che la struttura data dalla terna {\displaystyle (\mathbb {N} ,0,S)} composta dall'insieme dei numeri naturali {\displaystyle \mathbb {N} }, lo zero e la funzione "successore" {\displaystyle S:\mathbb {N} \to \mathbb {N} } può essere caratterizzata a meno di isomorfismi (in seguito sarà più chiaro in che senso) dai seguenti assiomi di Peano:

(P1) Esiste un numero {\displaystyle 0\in \mathbb {N} }
(P2) Esiste una funzione {\displaystyle S:\mathbb {N} \to \mathbb {N} } (chiamata "successore")
(P3) {\displaystyle x\neq y} implica {\displaystyle S(x)\neq S(y)}
(P4) {\displaystyle S(x)\neq 0} per ogni {\displaystyle x\in \mathbb {N} }
(P5) se {\displaystyle U} è un sottoinsieme di {\displaystyle \mathbb {N} } tale che:
1. {\displaystyle 0\in U}
2. {\displaystyle x\in U} implica {\displaystyle S(x)\in U}

allora {\displaystyle U=\mathbb {N} }

Analizziamo la funzione di ciascun assioma:
- (P1) ci dice che l'insieme {\displaystyle \mathbb {N} } non è vuoto specificandone un elemento ({\displaystyle 0});
- (P2) afferma l'esistenza di una funzione {\displaystyle S} (la funzione successore) di cui l'insieme {\displaystyle \mathbb {N} } è dominio.
- (P3) dice che {\displaystyle S} è una funzione iniettiva; questo ci permette di escludere modelli in cui partendo da {\displaystyle 0} e andando avanti ripetutamente da un elemento al successore si possa ritornare su un elemento già visitato e rimanere confinati in un ciclo;
- (P4) dice che {\displaystyle 0} non è nell'immagine di {\displaystyle S}, questo ci permette di escludere modelli in cui iterando la funzione successore si possa compiere un loop che ritorni al punto di partenza; questo assioma con il precedente esclude qualsiasi modello dotato di un numero finito di elementi.
- (P5), l'ultimo assioma di Peano, è anche noto con il nome di Principio di induzione ed è uno strumento molto usato nelle dimostrazioni. L'insieme {\displaystyle \mathbb {N} } dei numeri naturali è il più piccolo insieme che contenga lo {\displaystyle 0} e che contenga il successore di ogni suo elemento (cioè che sia chiuso rispetto alla funzione successore). Questo assioma ci permette di escludere modelli in cui siano presenti degli elementi "intrusi" al di fuori della sequenza infinita dei successori dello zero.

## Unicità del modello a meno di isomorfismi
Ciascun assioma consente di ridurre progressivamente il campo dei modelli possibili tagliando fuori, via via, modelli che sono strutturalmente diversi dall'insieme dei numeri naturali (come l'insieme vuoto o insiemi con numero finito di elementi o strutture cicliche). I cinque assiomi sono sufficienti ad escludere tutti i modelli "non buoni" e, quindi, caratterizzare univocamente la struttura dei numeri naturali o, magari, occorrono altri assiomi?
Chiamiamo sistema di Peano qualunque terna {\displaystyle (X,x_{0},s)} che soddisfa gli assiomi:
(P1) {\displaystyle x_{0}\in X}
(P2) {\displaystyle x\in X\Rightarrow s(x)\in X}
(P3) {\displaystyle x\neq y} implica {\displaystyle s(x)\neq s(y)}
(P4) {\displaystyle s(x)\neq x_{0}} per ogni {\displaystyle x\in X}
(P5) se {\displaystyle U} è un sottoinsieme di {\displaystyle X} tale che:
1. {\displaystyle x_{0}\in U}
2. {\displaystyle x\in U} implica {\displaystyle s(x)\in U}

allora {\displaystyle U=X}
Un sistema di Peano è dunque un modello valido degli assiomi di Peano. Il modello più naturale per gli assiomi è la struttura {\displaystyle (\mathbb {N} ,0,S)}, tuttavia questa non è l'unica a verificare gli assiomi. Un esempio di sistema di Peano diverso da {\displaystyle (\mathbb {N} ,0,S)} si ha prendendo come {\displaystyle X} l'insieme dei numeri pari positivi {\displaystyle \{2,4,6,...\}}, {\displaystyle x_{0}:=2} e {\displaystyle s(x):=x+2}.
Un isomorfismo tra due sistemi di Peano {\displaystyle (A,a_{0},s)} e {\displaystyle (B,b_{0},t)} è una biiezione {\displaystyle f:A\to B} tale che:
- manda ciascuno dei due "zeri" nell'altro, cioè {\displaystyle f(a_{0})=b_{0}}
- manda elementi "successivi" in elementi "successivi", cioè {\displaystyle f(s(a))=t(f(a))}.

Con queste definizioni è possibile determinare che gli assiomi sono sufficienti a dare una caratterizzazione univoca, cioè non esistono modelli non isomorfi alla struttura dei numeri naturali. È ciò che afferma il
Teorema di Categoricità: Tutti i sistemi di Peano sono isomorfi al sistema {\displaystyle (\mathbb {N} ,0,S)}.
Dimostrazione: un isomorfismo tra un qualunque sistema di Peano {\displaystyle (A,a_{0},s)} e il sistema {\displaystyle (\mathbb {N} ,0,S)} si ha considerando la biiezione {\displaystyle f:\mathbb {N} \to A} definita da:
{\displaystyle {\begin{aligned}0&\mapsto a_{0}\\1&\mapsto s(a_{0})\\2&\mapsto s(s(a_{0}))\\\vdots \\n&\mapsto s(s(...s(s(a_{0}))...))\end{aligned}}}
con {\displaystyle n} composizioni di {\displaystyle s}.{\displaystyle \square }

## Indipendenza degli assiomi
Gli assiomi di Peano sono indipendenti, ovvero nessuno di essi può essere dimostrato a partire dagli altri. Ci si può convincere facilmente di questo cercando delle terne {\displaystyle (X,x_{0},S)} per cui un particolare assioma non venga soddisfatto, tutti gli altri siano soddisfatti e {\displaystyle X} non sia isomorfo all'insieme dei numeri naturali:
- Eliminando (P1), possiamo prendere per {\displaystyle X} l'insieme vuoto; se non ci sono elementi nell'insieme, gli altri assiomi sono banalmente veri.
- Eliminando (P2), abbiamo un modello dove {\displaystyle 0} e {\displaystyle S} restano le stesse, ma {\displaystyle X=\{0,1,2,3,4,5\}} è dato dai numeri minori di {\displaystyle 6}, e quindi il codominio di {\displaystyle S} è dato da {\displaystyle X\cup \{6\}}. È da notare che in questo caso (P5) è verificato, perché non esiste nessun sottoinsieme di {\displaystyle X} che contenga lo {\displaystyle 0} e che sia chiuso rispetto ad {\displaystyle S}.
- Eliminando (P3), un modello è quello dove {\displaystyle X} è composto da {\displaystyle \{0,1\}}, e S è la funzione che associa ad {\displaystyle n} il massimo tra {\displaystyle n} e {\displaystyle 1}.
- Eliminando (P4), un modello è fornito dalle classi di resto modulo n con la funzione successore data da {\displaystyle n\mapsto n+1} (mod {\displaystyle m}).
- Eliminando (P5), possiamo ad esempio prendere i razionali positivi {\displaystyle \mathbb {Q} \!^{+}}, mantenendo {\displaystyle 0} e lasciando come funzione successore l'usuale {\displaystyle n\mapsto n+1}.

## Ruolo nella logica matematica
Gli assiomi di Peano appartengono alla logica dei predicati del secondo ordine poiché il quinto assioma (il principio di induzione) richiede un uso di quantificatori sui sottoinsiemi dei numeri naturali.
La versione degli assiomi di Peano nella logica del primo ordine è chiamata aritmetica di Peano ed ha un ruolo molto importante nella teoria della calcolabilità e nella logica matematica poiché soddisfa le condizioni di validità dei teoremi di incompletezza di Gödel.